# (770) Bali
Pour les articles homonymes, voir Bali (homonymie).
(770) Bali est un astéroïde de la ceinture principale.

## Caractéristiques
Il a été découvert le 31 octobre 1913 par Adam Massinger à Heidelberg.
Sa désignation provisoire était 1913 TE.

Le nom Bali fait référence au roi des Daityas, dans le Puranas (littérature indienne).

Les calculs d'après les observations de l'IRAS lui accordent un diamètre d'environ 16 kilomètres.